# Antoine Andrieux
Antoine Andrieux (* 30. August 1916 in Bastia; † 10. Mai 1983 in Marseille) war ein französischer Politiker. Er war von 1974 bis 1983 Mitglied des Senats.
In den 1930er-Jahren war er in Marseille erstmals politisch aktiv. Die politischen Weggefährten von Andrieux, der sich seiner korsischen Herkunft immer bewusst war, waren Politiker wie Irma Rapuzzi, Francis Leenhardt, Alex Roubert sowie der spätere Bürgermeister und Präsidentschaftskandidat Gaston Defferre. 1934 trat er der SFIO bei und war zeitweise auch militant. Nach Ende des Zweiten Weltkriegs war er zunächst Taxifahrer. Seine politische Karriere begann 1953 mit dem Einzug in den Stadtrat von Marseille. 1965 wurde er Direktor des Port autonome de Marseille. Nachdem er sich 1971 im Département Bouches-du-Rhône um einen Sitz im Senat beworben hatte, rückte er 1974 für den zurückgetretenen Roger Delagnes nach. 1980 wurde er wiedergewählt. Nach einer Gehirnoperation im Jahr 1981 war er jedoch deutlich geschwächt und starb 1983. Sein Nachfolger wurde der ebenfalls korsischstämmige Bastien Leccia.